# کلاشینکف (فیلم ۱۹۹۹)
کلاشنیکف (به انگلیسی: AK 47) یک فیلم سینمایی هندی به زبان کانارا در ژانر فیلم اکشن به کارگردانی ام پراکاش رائو با بازی شیوا راجکومار، اوم پوری و گیریش کارناد است. این فیلم به‌طور همزمان به زبان تلوگو و هندی با همین نام با بازی سایکومار ساخته شد و بیشتر بازیگران و عوامل فیلم (به جز سایکومار) از نسخه کانارا حفظ شدند. گفته می‌شود این فیلم اولین فیلم کانارایی است که در هفته اول اکران ۲ کرور (ناخالص) فروش کرده است. این اولین فیلمی بود که از دی‌تی‌اس در صنعت فیلم کانارا استفاده شد.